# 萩原さやか
萩原 さやか（はぎわら さやか、1982年11月25日 - ）は、日本の元AV女優、元ストリッパー。
北海道函館市出身。血液型:A型。身長:156cm。スリーサイズ:B85(D)・W60・H88。

## 略歴・人物
2001年にAVデビュー。主にキカタン（企画単体）系の作品を中心に活躍したロリ系のAV女優である。
同じAV女優だった新堂真美との共演が多い。また、同時期に活躍した堤さやか・楠木さやかの3人の「さやか」が共演した作品もある。
2002年に一度引退。その後、復帰し「荻原さやか」名義で数本出演した後、以降は再び「萩原さやか」として出演。2004年に引退した模様。

## 作品

### アダルトビデオ
2001年
- ホイップクリーム（11月15日、ネクストイレブン）
- 荻原さやかと学校でしようよ!（11月22日、GLAY'z）
- Teacher 先生の甘い誘惑（12月14日、LEO）
- 萩原さやか&白鳥ゆうかのガチンコ!!! 素人男優AVオーディション3（AUDITION CIRCLE）

2002年
- みるきぃHiスクール。荻原さやか（2月8日、みるきぃぷりん♪）
- みるスポ!萩原さやか（3月9日、みるきぃぷりん♪）
- Cool Heart 萩原さやか、川村遙とデートしよう!（4月10日、タカラ映像）
- 学校の猥談 2 目指せ!メディカルボディー（5月2日、桃太郎映像出版）
- 妄想Lovers 荻原さやかにシタイコト。（5月17日、タカラ映像）
- 24人のカリスマアイドル（5月17日、ケイ・エム・プロデュース）
- 手コキ・エンジェル（5月18日、メディアステーション）
- ERO TRANCE 持田香●（5月31日、グローリークエスト）
- BUSTY[巨乳]（5月31日、オブテイン・フューチャー）
- 桜（6月8日、アイデアポケット）
- プライベート女体観察3（7月1日、ワンズファクトリー）
- 手コキクリニック2（7月19日、SODクリエイト）
- 青空ぶっかけサークルDVD Disc.7（7月19日、ナチュラルハイ）
- トリプルエッチ（7月21日、h.m.p）
- カンゼンシュカン（7月26日、スパイスソフト）オムニバス作品
- こんでんすみるきぃ（8月1日、みるきぃぷりん♪）
- 痴女っ子メグちゃん（8月9日、ビッグモーカル）
- 女子校生 制服パーティー（8月16日、TMA）
- ナイショだよ・・・ 〜荻原さやか&双葉このみ〜（8月16日、メディアアーツ）
- 2002 AV Girls X2 Vol.79 萩原さやか 他 (8月16日、AV 2003)
- AV Queen Vol.35 Forbidden Lover Vol.4 (8月20日、AV クイーン)
- SAYAKA 3人のさやか（9月11日、隼エージェンシー）
- 乱ジェリーVenus 5（9月18日、U&K）
- 月刊 萩原さやか（9月20日、メディアバンク）
- 青姦露出!!（9月20日、ディープス）
- もーっと荻原さやか（9月22日、ランキング映像）
- Club*Venus 6（10月6日、ドリームチケット）
- 君を感じてる…（10月11日、ロイヤルアート）
- 癒し系女子校生 もっと感じて・・・Vol.1（10月15日、ランキング映像）
- GOLDEN LUCKY !!03（10月17日、ドリームチケット）
- The「声」ガマン（10月19日、SODクリエイト）
- 千手姦音地獄（10月19日、アイエナジー）
- こんな私のファックを見てください。（10月22日、ランキング映像）
- こんな私のフェラチオを見てください。（10月22日、ランキング映像）
- こんな私のオナニーを見てください。（10月22日、ランキング映像）
- こんな私の指マン・潮吹きを見てください。（10月22日、ランキング映像）
- 月刊アブノーマルズ2〜しごいて犯して〜（10月25日、ジーメディア）
- ホワイトシャワー 2 萩原さやか&可憐（11月15日、エーピーエー）
- BODY TIGHTS 3rd.（11月18日、V&R PLANNIG）
- 有名女優 大暴露（11月20日、ネクストイレブン）
- バーチャルファッカー2 貴方の願望擬似体験させてあげる（12月6日、SODクリエイト）
- 巨乳美容師SPECIAL（12月6日、メディアステーション）オムニバス作品
- ヤンママはAVアイドル（12月6日、TMA）
- 素人[出会い系]日記 ナンパ&メル友&チャットフレンド（12月6日、メディアバンク）
- 24人のカリスマアイドル2（12月13日、ケイ・エム・プロデュース）
- 裸の原色美女図鑑（12月13日、ビッグモーカル）
- せきらら制服日記 school days #3（12月13日、ビッグモーカル）オムニバス作品
- travel 01 荻原さやか 貴方と一緒にセックス旅行（12月20日、未来）
- Trance & Fuckers（12月20日、ネクストイレブン）
- Trance & Fuckers 3（12月20日、ネクストイレブン）
- 豪華 撮り下ろし7話収録「人妻7人斬り」（12月20日、アイエナジー）
- 人気女優8人が!!（12月20日、ネクストイレブン）
- 人気女優としようね（12月25日、サイド・ビー）

2003年
- すけべっ娘23 またまた暴淫暴触だよスペシャル!!!（1月28日、h.m.p）
- 女子校生物語2 荻原さやか（1月31日、aini（ピエロ））
- おんなのこのおなにー 3（2月20日、ディープス）
- 未公開秘蔵映像集 凌辱アラカルト（2月20日、アイエナジー）
- 未公開秘蔵映像集 強制素股パイズリ天国（2月20日、アイエナジー）
- ボディタイツ9 ジャケットAタイプ（2月21日、V&Rプランニング）
- ボディタイツ9 ジャケットBタイプ（2月21日、V&Rプランニング）
- ポイズン Vol.3 萩原さやか(2月24日、ポイズン)
- THE BUST FUCK 5人の見事な巨乳が揺れる!!（2月28日、オブテイン・フューチャー）
- 学園遊戯（2月28日、aini（ピエロ）
- M Mode Vol.7 萩原さやか(3月3日、M Mode)
- 2003 AV Girls X2 Vol.9 萩原さやか(3月7日、AV 2003)
- 未公開秘蔵映像集 凌辱ALL MIX VOL.1（3月20日、アイエナジー）
- 未公開秘蔵映像集 凌辱ALL MIX VOL.2（3月20日、アイエナジー）
- 人妻7人斬り（4月19日、アイエナジー）
- やみつきプロモ（5月3日、アイエナジー）※総集編
- Fuck's DX Vol.5（5月6日、ヒットジャパン）
- セーラートゥルーパーズ（5月16日、GIGA）
- 全編撮り下ろし 凌辱8人120分斬り（5月17日、アイエナジー）
- 全編撮り下ろし 未公開120分9人斬り（6月5日、アイエナジー）
- LEG SEX（6月6日、ジャネス）
- Body Doll Vol.2 萩原さやか（6月6日、ドール）
- 全編撮り下ろし 未公開120分デラックス（6月20日、アイエナジー）
- 新任痴女教師 放課後は別の顔（6月25日、ビッグモーカル）
- みるきぃガールズ!　ギャルッ娘さやかと変幻摩天楼ファック荻原さやか（6月30日、みるきぃぷりん♪）
- 綺麗なお姉さんに犯されたい 恥ずかしがらないで...ガマン汁も吸ってあげる（6月30日、アテナ）
- Dotti?〜どっちがお好き〜（7月1日、アローンワークス）
- Girl's Party 4×4（7月4日、クローリークエスト）
- HEROINE討伐 Vol.07（7月11日、GIGA）
- 新人女医研修 翻弄（7月11日、シネマジック）
- 顔は新宿カラダは車中（7月15日、ホットエンターテイメント）
- 淫行身体検査Deluxe（7月18日、デジタル・ドリーム・デベロップメント）
- 美人弁護士 報復の緊縛レイプ（7月19日、アイエナジー）
- 強制露出マニアックス 6（7月23日、God）
- 淫獣遊戯（8月8日、アタッカーズ）
- ゴールデンプレミアム秘蔵版 3 荻原さやか（9月12日、満月）
- 悩殺痴女教師（9月26日、ビッグモーカル）
- まるごと ぜ〜んぶ女子校生4時間（9月26日、メディアステーション）
- ナースのお秘密（9月27日、LEO）
- Bomb!! Series Vol.9 9人のザ・裏アイドル（10月20日、ボム!!）
- HEROINE討伐 Vol.08（10月24日、GIGA）
- 日常生活の中の甘〜い接吻 荻原さやか　（11月7日、アロマ企画）
- 秘悦天使奴隷7（11月24日、ART-VIDEO）

2004年
- 生意気な女子校生にオシオキしてやるぜ! Special（1月15日、エービーエー）
- NICE BODY（2月20日、JNS）
- もしもこんな超高級ソープがあったら…。（2月20日、うまなみ。）
- 筆下ろし合宿 完全版（3月15日、ホットエンターテイメント）
- もしもこんな痴女がいたら・・・。2（4月23日、うまなみ。）
- 私ってスゴ淫です 7（4月24日、Fan）
- 超高級ソープ4時間スペシャル3（7月23日、ケイ・エム・プロデュース）うまなみ。作品『もしもこんな超高級ソープがあったら・・・。』のセルDVD化作品
- 強引なアナルの楽しみ方 2（8月19日、アイエナジー）
- DANCING IDOL 3（9月3日、ジャネス）
- うまなみプレゼンツ 3 痴女4時間（9月3日、ケイ・エム・プロデュース）うまなみ。作品『もしもこんな痴女がいたら...。2』のセルDVD化作品
- カバー ガール コレクション Vol.7 (9月28日、カバー ガール コレクション)
- 人妻ぶっかけザーメン　旦那以外のザーメンを浴びる人妻達（12月4日、アイエナジー）
- 完全攻略!! 荻原さやか（12月4日、アイエナジー）

2005年
- 萌ぶるまー（2月20日、イマージュ）
- MHS2　Milky Hi-School SEX 04（6月19日、みるきぃぷりん♪）

2006年
- 秘密の放課後クラブ〜いけないラクロス部〜（3月17日、マックス・エー）

### DVDPG
2002年
- SweetHeart2〜ふたりのさやか〜（12月12日、Grass One software）

2003年
- 飼育遊戯〜美少女陵辱PG〜　萩原さやか（5月8日、イーアンツ）

2009年
- 四姉妹との夏~それぞれの初体験~恋愛RPG（12月8日、イーアンツ）